# Grecia ai Giochi della V Olimpiade
La Grecia partecipò ai Giochi della V Olimpiade che si sono svolti a Stoccolma dal 5 maggio al 27 luglio 1912, con una delegazione di 22 atleti impegnati in cinque discipline.

## Medaglie
| Medaglia | Nome                     | Sport    | Evento                  |
| -------- | ------------------------ | -------- | ----------------------- |
| Oro      | Kōnstantinos Tsiklītīras | Atletica | Salto in lungo da fermo |
| Bronzo   | Kōnstantinos Tsiklītīras | Atletica | Salto in alto da fermo  |

## Risultati

### Nuoto
| Nuotatore             | Evento                 | Tempo  | Risultato |
| --------------------- | ---------------------- | ------ | --------- |
| Andreas Asīmakopoulos | 100 metri stile libero | 1:15.4 | Eliminato |